# Koritrapp

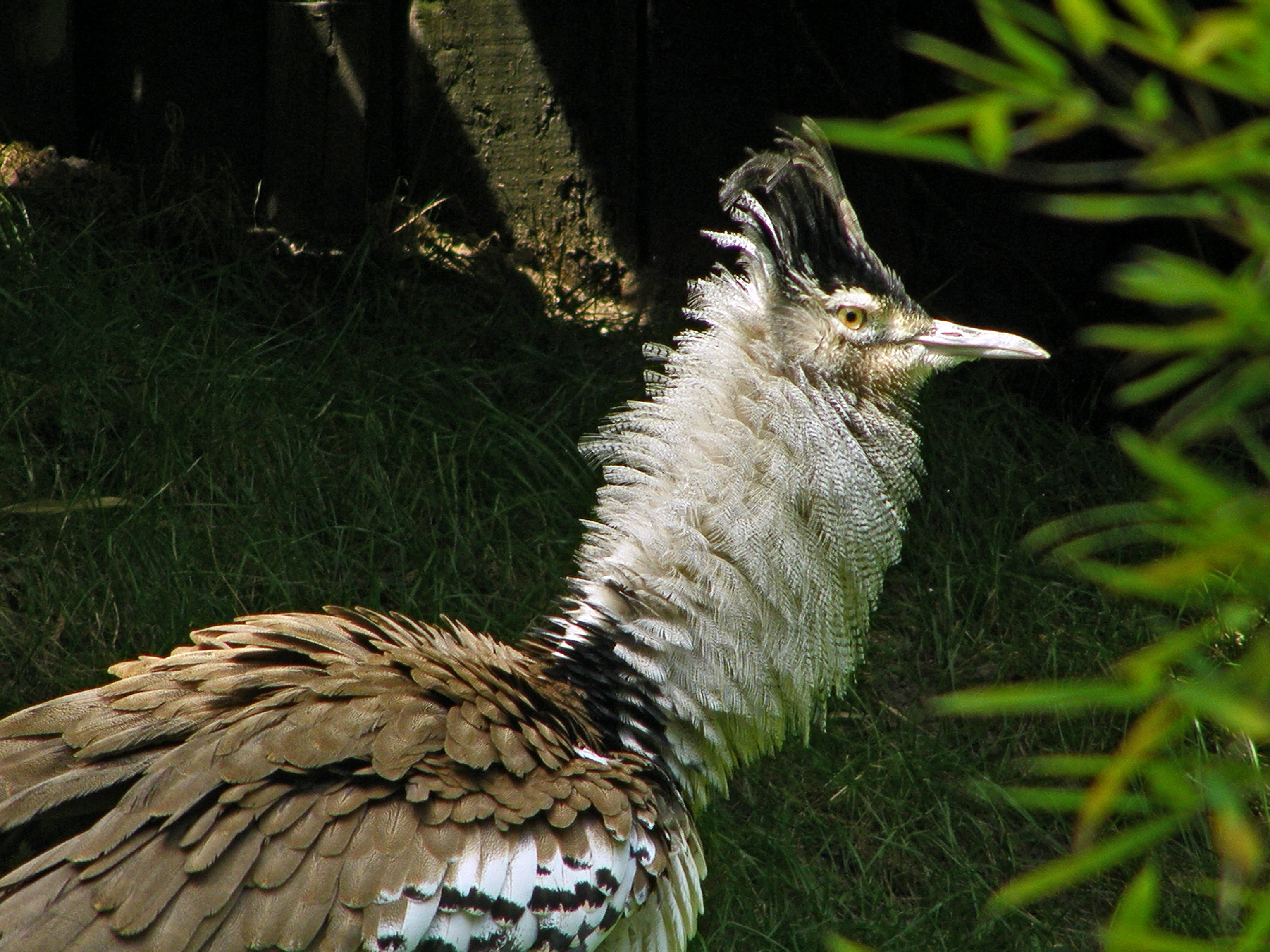
Närbild av koritrapp med uppburrad fjäderdäkt.

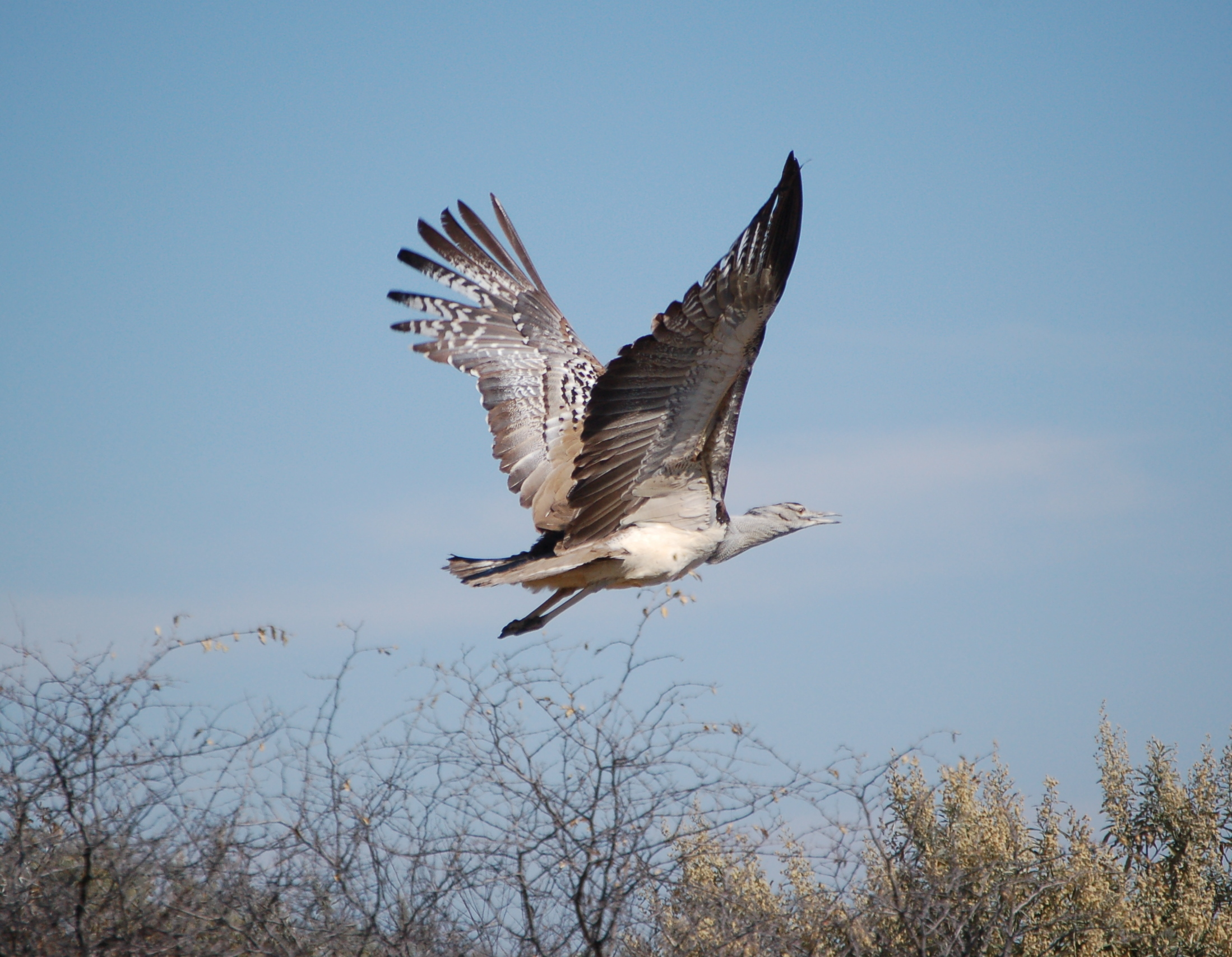
En flygande Koritrapp i Namibia.

Koritrapp (Ardeotis kori) är en afrikansk fågel i familjen trappar. Den är tillsammans med stortrapp (Otis tarda) den tyngsta nu levande fågel som kan flyga.

## Utseende
Koritrappen är en mycket stor och tung fågel där hanen mäter cirka 110 centimeter på längden, med en höjd på mellan 60 och 90 centimeter och en medelvikt på 13,5 kilogram. Man har dock funnit hanar som vägt över 20 kilogram. Den undviker att flyga så länge det finns andra möjligheter.
Koritrappen har en kraftig ljusgrå hals och brungrå rygg och vingovansida, ljus undersida ljust gulgröna långa ben och en svart- och vitprickig vingknoge. Den har också en svart och grå kort nacktofs. Den är långvingad och i flykten är dess flikiga vingpennor tydliga. Honan och hanen är lika men honan är något mindre.

## Utbredning och systematik
Det finns två isolerade populationer tillika underarter av koritrapp, en vid Afrikas horn i östra Afrika och en i södra Afrika:
- Ardeotis kori struthiunculus som lever från sydöstra Sydsudan till nordvästra Somalia och söderut till norra Uganda och nordcentrala Tanzania.
- Ardeotis kori kori, nominatformen som lever i södra Angola, södra Moçambique, Namibia, Botswana, Zimbabwe och Sydafrika.

## Ekologi
Koritrappen lever på stäpp och savann och häckar på höjder upp till 2000 meter över havet. Precis som de andra trapparna är koritrappen en polygam art, vilket innebär att en hane parar sig med ett flertal honor. Han lämnar sedan honorna som själva får bygga bo, ruva och ta hand om ungarna. Ruvandet föregås av honan tillbringare ett antal dagar med att äta upp sig. Den tillbringar det mesta av sin tid på marken, födosökande efter frön och ödlor vilket utgör merparten av dess diet. Biätare brukar ofta sitta på koritrappens rygg för att snappa åt sig insekter som den tunga fågeln yr upp när den vandrar genom gräsmarkerna.

## Status och hot
Denna art har ett stort utbredningsområde och en stor population, men den minskar relativt kraftigt till följd av jakt, habitatförstörelse och kollisioner med kraftledningar. Internationella naturvårdsunionen IUCN kategoriserar den därför som nära hotad (NT). Världspopulationen har inte uppskattats, men den beskrivs fortfarande vara vanlig där den får leva ostört.

## Namn
Kori kommer av Kğôri eller Kxhóri, namnet på fågeln på setswana.

## I kulturen
Koritrappen är Botswanas nationalfågel.